# Муканси, Макдональд
Макдональд Муканси (англ. MacDonald Mukansi; 26 мая 1975, Боксбург, ЮАР) — южноафриканский футболист, выступавший на позиции нападающего и крайнего полузащитника.

## Карьера
Начинал свою профессиональную карьеру на родине, затем уехал играть в Болгарию. Там Муканси выступал за софийские «Локомотив» и ЦСКА.
В 2002 году находился на просмотре в московском «Спартаке». За «красно-белых» Муканси успел выступить на Кубке Содружества, однако после турнира с ним было принято решение не подписывать контракт.
В 2005 году футболист выступал в Первом российском дивизионе за хабаровскую «СКА-Энергию».

## Выступления за сборную
За сборную ЮАР Макдональд Муканси провёл 8 игр. Он был в её заявке на ЧМ-2002.

## Достижения
ЦСКА (София)
- Чемпион Болгарии: 2003

Суперспорт Юнайтед
- Обладатель Кубка Восьми: 2004